# 대야도서관 (시흥시)
시흥시 대야도서관은 경기도 시흥시 소재의 도서관이다.

## 연혁
- 2007년 7월 6일 개관

## 시설현황
- 2층: 일반자료실, 디지털정보실
- 1층: 어린이자료실, 사무실

## 이용 안내
이용 시간
- 일반자료실: 월~목 09:00~22:00 / 토~일 09:00~18:00
- 어린이정보실: 매일 09:00 ~ 18:00
- 디지털정보실: 매일 09:00 ~ 22:00
- 열람실: 08:00 ~ 23:00

휴관일
- 자료실, 정보실: 매주 금요일 및 법정공휴일(일요일이 기타 법정공휴일과 겹치는 경우 휴관)
- 열람실: 매월 2, 4번째 금요일 및 법정공휴일(일요일이 기타 법정공휴일과 겹치는 경우 휴관)